# Linia kolejowa Manichino – Kubinka
Linia kolejowa Manichino – Kubinka – linia kolejowa w Rosji łącząca stację Manichino II ze stacją Kubinka I. Jest to fragment Wielkiego Pierścienia Kolei Moskiewskiej, będącego kolejową obwodnicą Moskwy. Zarządzana jest przez region moskiewsko-smoleński Kolei Moskiewskiej, wchodzącej w skład Kolei Rosyjskich. 
Linia położona jest w obwodzie moskiewskim. Na całej długości jest zelektryfikowana i dwutorowa.

## Historia
Linia powstała w Związku Sowieckim. Od 1991 położona jest w Rosji.